# Cesare Colombo
Cesare Colombo (Lecco, 24 agosto 1935 – Milano, 18 gennaio 2016) è stato un fotografo italiano.

## Biografia
Il padre di Cesare Colombo, Augusto (1902 – 1969), è stato pittore e figura nota nella cultura della città, ha diretto per trent'anni una Scuola d'arte, mentre sua madre Maria Sassi è stata pure pittrice ed insegnante. Dopo il liceo ed un anno di università, a metà degli anni 50, Colombo sceglie la professione della fotografia, che non abbandonerà più, affiancandovi un'attività non meno importante nella comunicazione visiva e nelle ricerche storiche.
Fra il 1955 ed il 1957 le riviste Fotografia (diretta da Ezio Croci) e Ferrania (diretta da Guido Bezzola ed Alfredo Ornano) gli ospitano immagini e note critiche. Tra il 1957 e il 1963 dirige il Servizio Pubblicità di una casa fotografica tedesca, l'AGFA, per la quale produce foto e coordina l'immagine promozionale.
Diventa amico di autori come Pietro Donzelli, Ugo Mulas, Paolo Monti, Gianni Berengo Gardin e collabora con il mensile internazionale Camera diretto da Romeo Martinez.
Tra il 1964 e il 1968 si dedica con un proprio studio alla foto pubblicitaria e industriale, ponendosi contemporaneamente tra gli animatori del rinnovamento della cultura fotografica italiana. Dal 1965 al 1967 è capo redattore del mensile Foto Film dove scrive con Antonio Arcari, Tranquillo Casiraghi e Italo Zannier ed anima Dibattito, primo foglio di polemiche e idee teso al confronto tra la fotografia italiana e quella internazionale, e ad un'integrazione tra le diverse discipline del linguaggio ottico.
Nel 1965 pubblica per l'Editrice dell'Automobile il fotolibro Le Prealpi Varesine con lo scrittore Piero Chiara, e nel 1966 una monografia dedicata all'architetto Giancarlo De Carlo. Collabora anche a pubblicazioni di autori noti, quali Pepi Merisio (Terra di Bergamo) e Gianni Berengo Gardin (L'occhio come mestiere). Con Berengo e Toni Nicolini espone nel 1968 al Diaframma, la prima galleria fotografica diretta da Lanfranco Colombo, un gruppo di immagini dal titolo Il Nuovo Impegno, indagine collettiva sui problemi della società italiana (femminismo, psichiatria, pacifismo). Dallo stesso ‘68 dividerà per più di trent'anni uno studio professionale con l'amico Toni Nicolini.
Da quel periodo Cesare Colombo esclude dalla propria attività le mostre personali, dedicandosi alla produzione professionale e alle attività di tipo storico e culturale. Alterna a servizi per le riviste Domus e Abitare, e per aziende come IRI, IBM, 3M, Ciba, Enimont, la cura di importanti mostre e fotolibri, tra cui L'occhio di Milano del 1977 sul lavoro dei fotografi dal dopoguerra, e in seguito, due indagini per Coop sui consumi italiani Tra sogno e bisogno (1986) e Occhio al cibo (1990).
Nel 1985 cura il saggio illustrato Scritto con la luce. Foto-cine in Italia 1917-1983 per Electa; e quindi la ricerca sulle immagini del ciclismo L'uomo a due ruote (1987). Dal 1984 lavora per gli Archivi Alinari e per il Museo fiorentino della storica azienda, producendo mostre come Italia, Cento Anni di Fotografia (1985), poi presentata negli Stati Uniti da Susan Sontag; o come La fabbrica di immagini, dedicata alla fotografia industriale (1988), fino alla grande rassegna Un Paese unico. Italia, fotografie 1900 - 2000, itinerante. Per il Touring Club ha curato l'iconografia del volume Il Bel Paese (1994) con testi di Giuseppe De Rita e Indro Montanelli. Nel 2001 ha curato per Einaudi l'inserto fotografico Identità Lombarda per la collana La Storia d'Italia.
Dal 1997 come fotografo autore riprende tutti i maggiori eventi di Fiera Milano, mentre contribuisce all'ordinamento e alla valorizzazione della Fototeca 3M Italia (ex Ferrania), e degli archivi del Touring Club Italiano e di altre istituzioni pubbliche.
Nel 2004 ha prodotto per le edizioni Agorà l'antologia Lo sguardo critico. Cultura e fotografia in Italia 1943-1968. Per la De Agostini ha pubblicato nel 2004 il fotolibro Ferrania: storie e figure. Immagini dall'archivio della Fondazione 3M. Nel 2005 ha curato la sezione Fotografia della grande rassegna AnniCinquanta a Milano, a Palazzo Reale.

## Opere
- Cesare Colombo con Simona Guerra. La camera del tempo (a cura di S. Guerra), Contrasto, 2014.
- L'occhio di Milano. 48 fotografi 1945/1977 (a cura di Cesare Colombo), Editrice Magma S.p.A. 1977.
- Italia, cento anni di fotografia (a cura di Cesare Colombo), Ed. Alinari. 1985.
- La Fabbrica di immagini: l'industria italiana nella fotografia d'autore (a cura di Cesare Colombo) Ed. Alinari, 1988.
- Tra sogno e bisogno. 306 fotografie e 13 saggi sull’evoluzione dei consumi in Italia. 1940-1986 (a cura di Cesare Colombo) Coop, 1985.
- Occhio al cibo (a cura di Cesare Colombo) Coop, 1990.
- Scritto con la luce. Foto-cine in Italia 1917-1983 (a cura di Cesare Colombo) Electa, 1987.
- Un paese unico. Italia, fotografie 1900-2000 (a cura di Cesare Colombo) Ed. Alinari, 2000.
- Ferrania. Storie e figure di cinema e fotografia (a cura di Cesare Colombo) Ed. De Agostini, 2004.
- AnniCinquanta. La Fotografia (a cura di Cesare Colombo) Artificio-Skirà, 2005.
- Milano veduta interna (testi di Corrado Stajano e Roberta Valtorta), Alinari, 1990.
- Accordi.Claudio Abbado e i Berliner (testi di Ermanno Olmi ed Enrico Regazzoni), Motta, 1996.
- Life Size. La misura della vita. Photos 1956-2006 (introduzione di Giovanna Calvenzi), Imagna, 2009.